# Ralph Dutton (8e baron Sherborne)

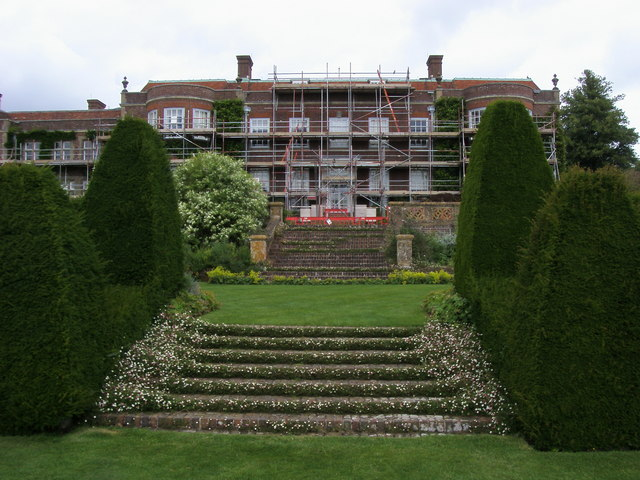
Maison Hinton Ampner. La chambre de Ralph Dutton se trouvait dans la pièce aux bow-windows à gauche au premier étage.

Ralph Stawell Dutton, 8e baron Sherborne (1898–1985), est le 8e et dernier baron Sherborne. Il crée les jardins de Hinton Ampner près d'Alresford dans le Hampshire, en Angleterre, et à sa mort lègue la maison et le jardin au National Trust. Il est maintenant ouvert au public.

## Jeunesse
Ralph Dutton est né le 25 août 1898 fils unique de Henry John Dutton (1847-1935) et d'Eleanor Cave (1866-1946), le troisième de quatre enfants, avec deux sœurs aînées et une sœur cadette. Il fréquente West Downs, une école préparatoire près de Winchester, avant d'étudier au Collège d'Eton. Après Eton, il va à l'Université d'Oxford, où il forme la Uffizi Society, et plus tard étudie également au Cirencester Agricultural College.
Il commence à créer le jardin à Hinton Ampner dans les années 1930, avec le financement de son père. Auparavant, le parc donnait directement sur la maison, qui est conçue comme un pavillon de chasse. Il travaille pendant un certain temps pour le College of Arms et le Lloyd's de Londres, tout en vivant à Eaton Square à Londres.

## Propriétaire de Hinton Ampner
En 1935, à la mort de son père, il hérite de Hinton Ampner. La maison, construite à l'origine en 1793, est largement rénovée en 1867, mais est restaurée dans son état d'origine en 1935 par Ralph Dutton, à la mort de son père. Elle est gravement endommagée par un incendie en 1960, mais Dutton la restaure à nouveau.
Dutton collectionne des peintures, accrochées dans la maison, dont un ensemble de peintures des quatre saisons de Jacob de Wit, représentant des angelots peints dans un style monochrome en trois dimensions. Il a également une bibliothèque bien garnie dans la maison, qui est endommagée par l'incendie.
Dutton est nommé haut shérif du Hampshire pour 1944. Il est administrateur de la Wallace Collection . Il est également membre exécutif du National Arts Collection Fund.

## Baron Sherborne

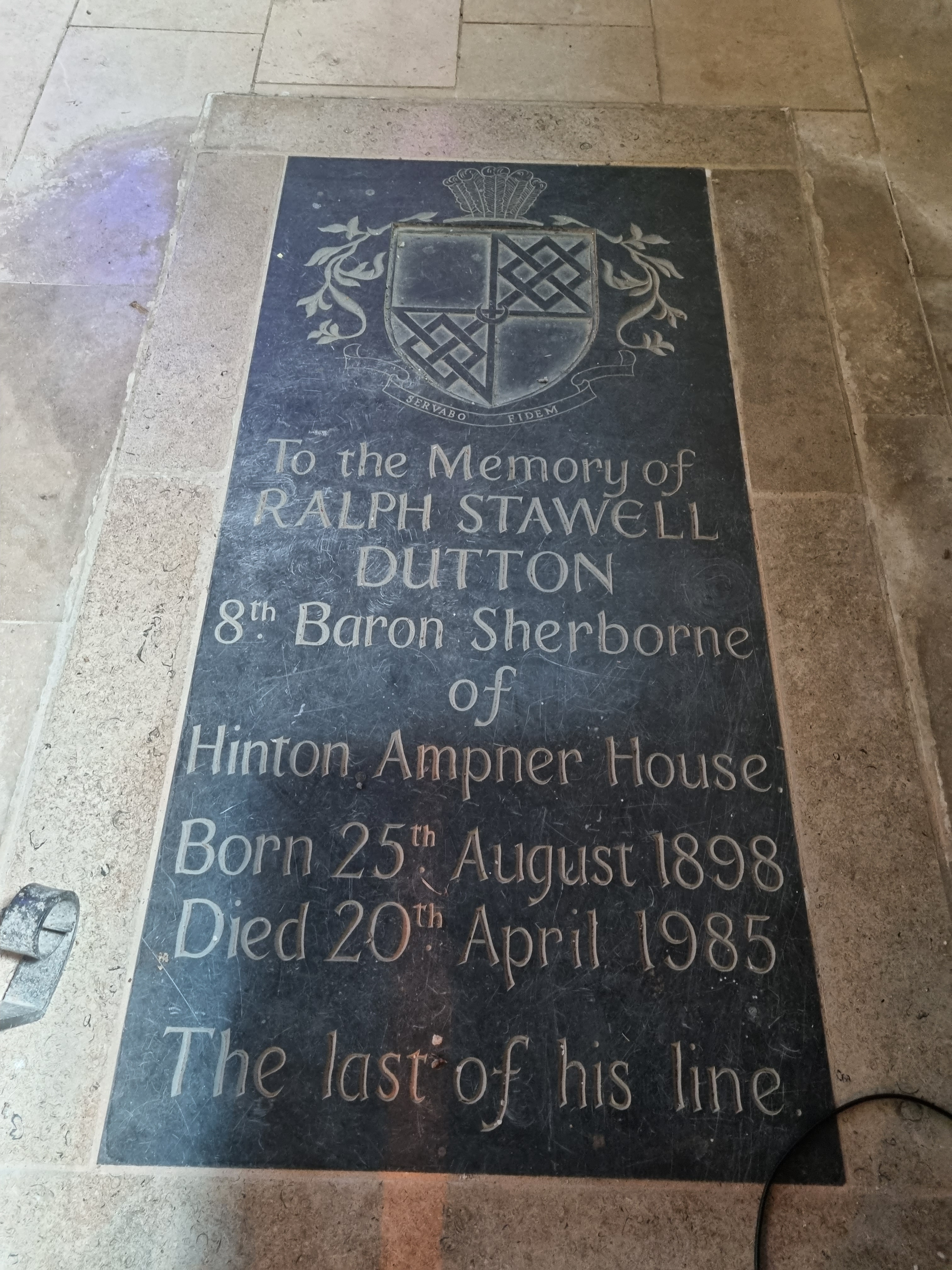
Le mémorial de Ralph Dutton dans l'église All Saints, Hinton Ampner

Arrière-petit-fils de John Dutton (2e baron Sherborne), Ralph Dutton devient le 8e baron Sherborne à la mort de son cousin Charles Dutton, 7e baron Sherborne, en 1982. Sans héritiers directs et célibataire, il lègue ses biens, dont Hinton Ampner, au National Trust à sa mort le 20 avril 1985.

## Écrits
Dutton est l'auteur du livre A Hampshire Manor qui relate l'histoire du manoir de Hinton Ampner et de ses jardins. Le livre comprend également, sous le chapitre sur le XVIIIe siècle, des détails concernant la hantise bien documentée.
Autres livres de non-fiction écrits par le 8e baron Sherborne:
- The English Country House [1935]
- The English Garden [1937]
- The Land of France (avec Lord Holden) [1939]
- The English Interior [1948]
- Wessex [1950]
- The Age of Wren [1951]
- London Homes [1952]
- Normandy and Brittany [1953]
- The Victorian Home [1954]
- The Châteaux of France [1957]
- English Court Life [1963] [1939]